# OH-6A 卡尤斯直升機
OH-6 輕型直升機（英語：Cayuse）是美国原休斯直升机公司研制的轻型观察直升机，陆军编号为OH-6A。其命名保持美軍以美洲原住民命名的傳統，源於卡尤斯人。FBI人质救援小组也有使用，1960年，美国陆军提出轻型观察直升机计划（LOH）。招标发出以后有休斯直升机公司、贝尔直升机公司和希勒飞机公司参加竞争。
两年后休斯公司造了5架OH-6A原型机与贝尔公司的OH-4A和希勒公司的OH-5A进行竞争。1965年2月26日休斯公司OH-6A在竞争中获胜。1966年9月开始交付到1970年8月全部订货交付完毕，共1434架。在越戰OH-6A配备美国装甲骑兵团的侦察排。
另有武裝版MH-6「小鳥式」(Little Bird)，又常被暱稱為「Killer Egg」（殺手蛋），常被用於特種作戰。

## 参数（OH-6）
普通参数
- 机组：2:正，副驾驶
- 乘员：OH-6最多搭载4人
- 长度：32.6ft（9.8m）
- 空重：1591lb（722kg）
- 旋翼直径:27.4ft(8.30m)
- 高度：9.8ft（3.0m）
- 空重：1591lb（722kg）
- 有效载荷：1509lb（684kg）
- 最大起飞重量：3100lb（1406kg）
- 动力：一台T63-A-5A或T63-A-700涡轮轴发动机，630马力（485kW）
- 机身长度：24.6ft（7.50m）
- 机身宽度：4.6ft（1.4m）
- 螺旋桨：主桨6叶/4叶 尾桨4叶
- 燃料容量：62 US gal (242 L) or 403 lb (183 kg)

### 性能表現
- 最高速度:370km/h
- 最高升限:5900m
- 航程:430 km[4]

### 机载设备
- ARC-114高频/调频无线电台和ARC-116超高频无线电台
- ARN-89自动测向仪
- ASN-43陀螺罗盘
- ID-1351方位航向指示器和ARC-6533机内通话器

### 武裝
- 机枪：2xM60或M134 7.62mm机枪
- 火箭彈：2x九头蛇70 70mm 14孔火箭吊舱

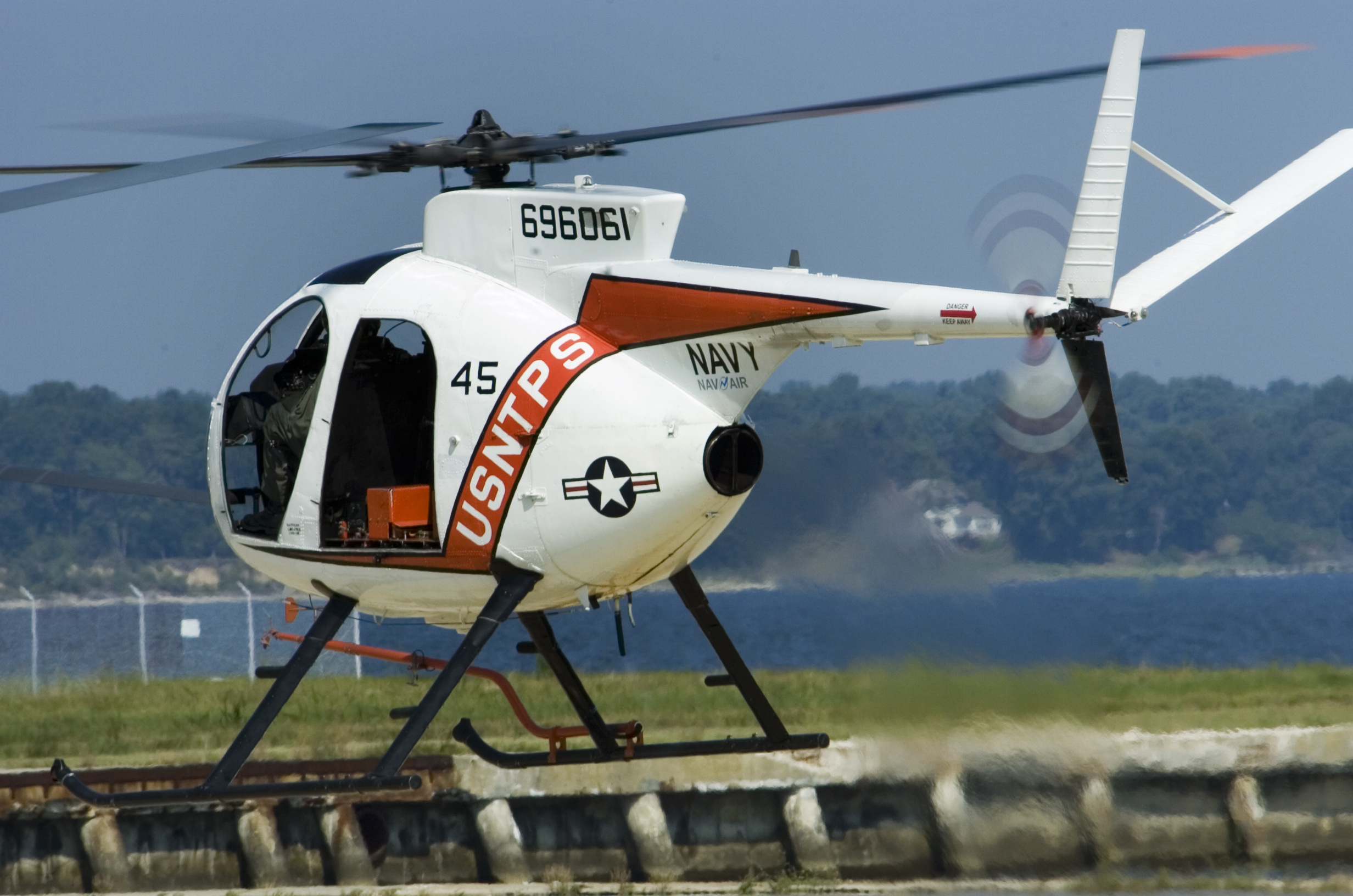
警用型
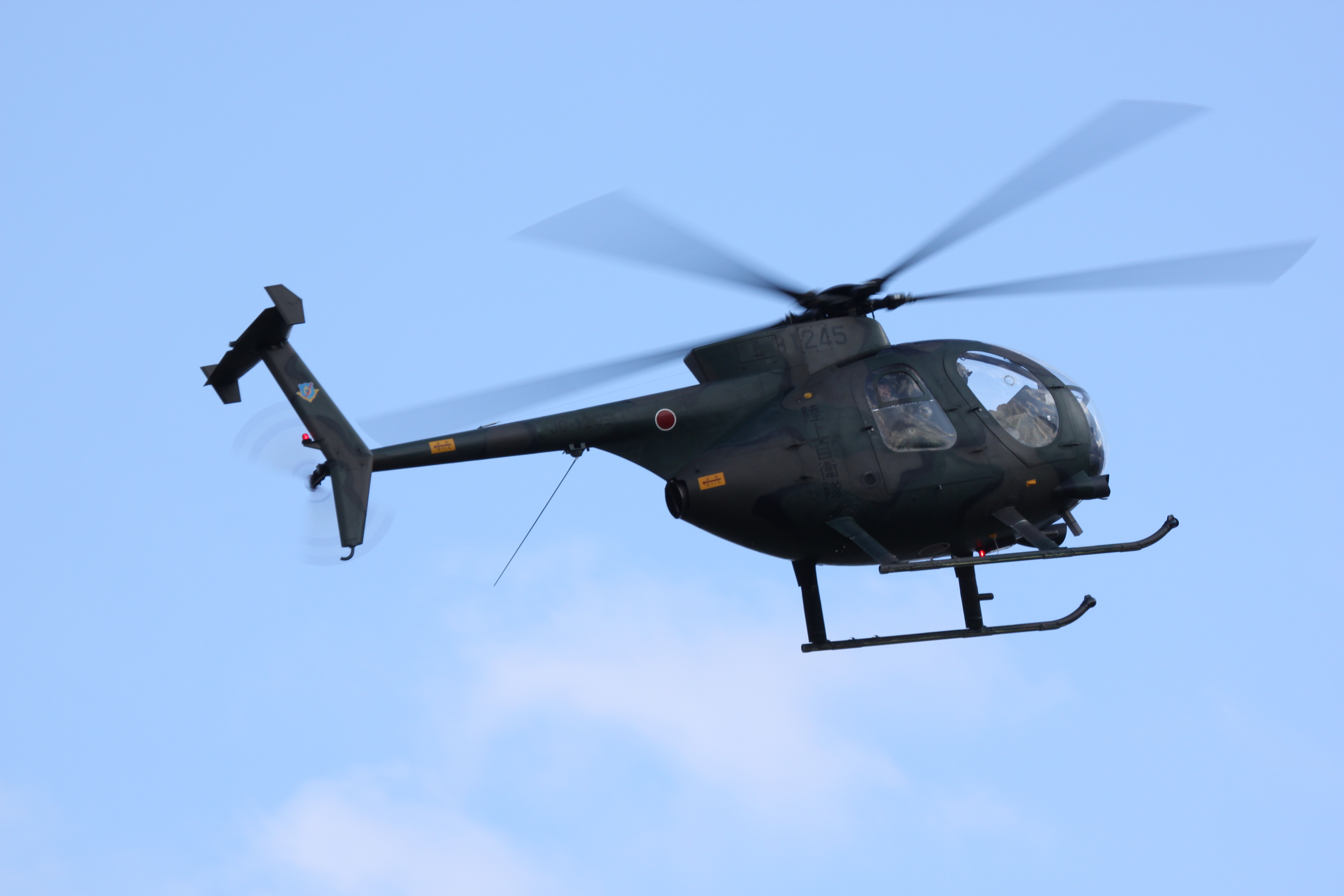
日本自衛隊用型
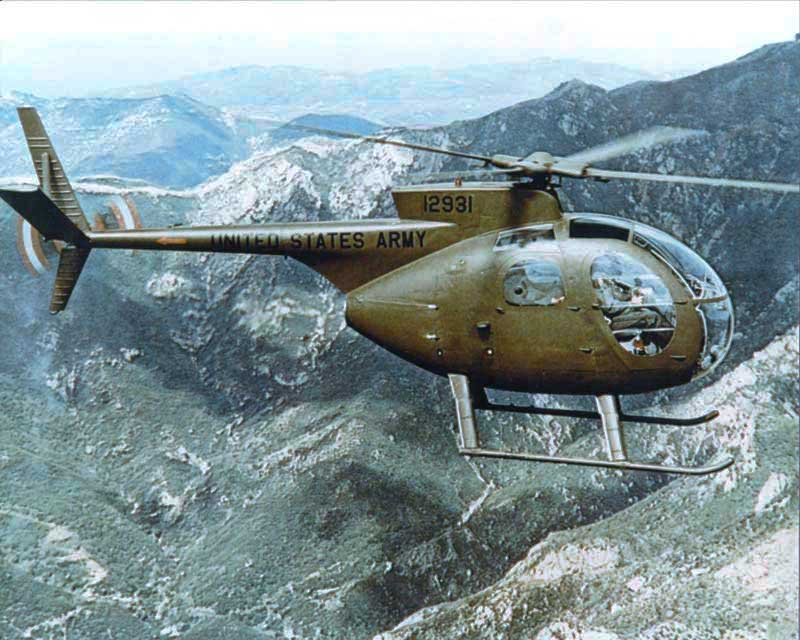
陸軍用型
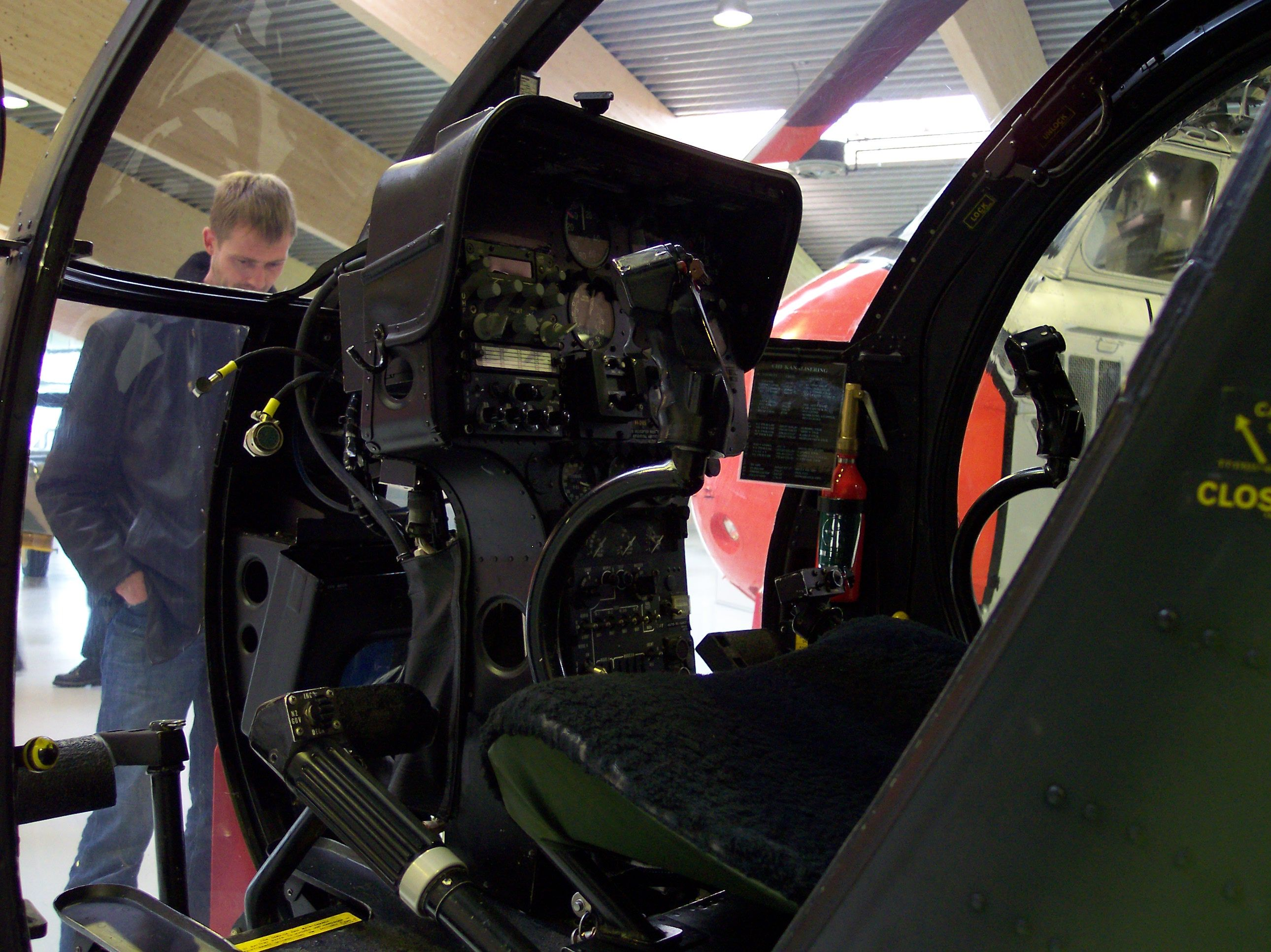
座艙

## 使用國
- 西班牙[5]
- 美国-軍用和警用
- [6]
- 丹麦[7]
- 日本

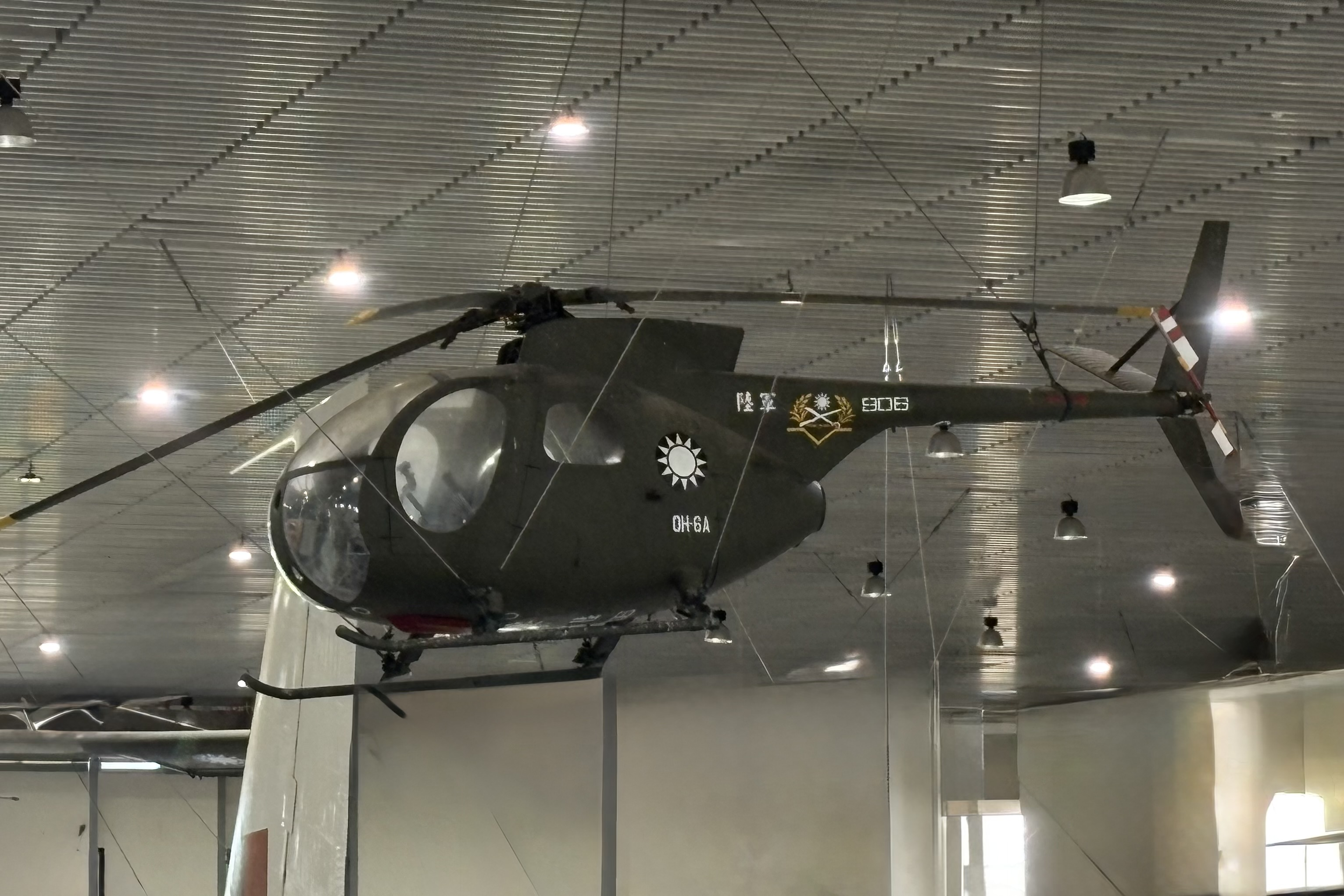
中華民國陸軍OH-6A(編號906)觀察直升機

- 中華民國：民國58年陸軍航空隊接收OH-6A直升機，為陸軍航空隊成軍以來首次獲得旋翼機，初期擔任旋翼機訓練任務，民國61年獲得OH-13H直升機後，轉為擔任空中觀測任務，至民國80年除役。本機於民國101年4月27日移交空軍軍史館展示。[8]
- -北韓閱兵時展示OH6擔任裝甲兵偵蒐，機體來自國際上收集的零件[9]